# Eric Stewart
Eric Michael Stewart (Droylsden, Gran Mánchester; 20 de enero de 1945) es un músico y compositor inglés. Fue miembro de los grupos The Mindbenders en los años 1960 y 10cc en los años 1970.
Registró dos álbumes en solitario en los años 1980, Girls y Frooty Rooties. Produjo el álbum "Eyes of a woman" de Agnetha Fältskog que fue lanzado en 1985 escribiendo él mismo dos canciones del repertorio "You're there y "I won't let you go" que fueron compuestas por Agnetha.  Colaboró con Paul McCartney entre 1981 y 1985. En 2003 hizo una versión con toque latino del éxito de 1975 "I'm not in love" en su álbum "Do not bend".

## Discografía
- Girls (Polydor, 1980)
- Frooty Rooties (Phonogram/Mercury Records, 1982)
- Do Not Bend (2003)

- Datos: Q588591
- Multimedia: Eric Stewart / Q588591